# Distretto di Turpay
Il distretto di Turpay è un distretto del Perù nella provincia di Grau (regione di Apurímac) con 777 abitanti al censimento 2007 dei quali 603 urbani e 174 rurali.
È stato istituito il 28 febbraio 1958.